# MV Discovery
MV Discovery – turystyczny statek pasażerski. Odbywa rejsy po Bałtyku, Morzu Śródziemnym, Morzu Egejskim, Oceanie Indyjskim a także do Ameryki Południowej i po Antarktyce.

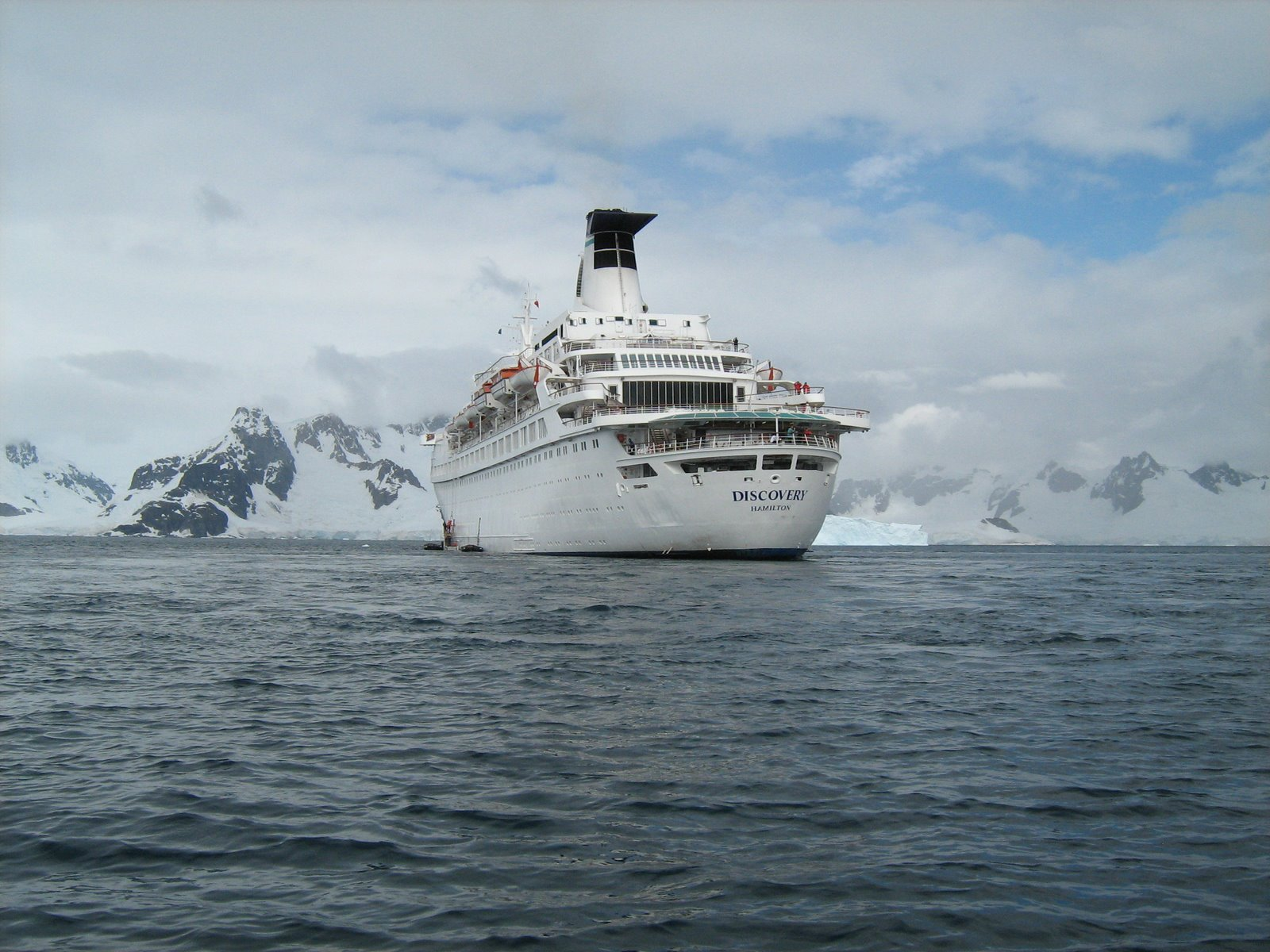
MV Discovery w Rajskiej Zatoce
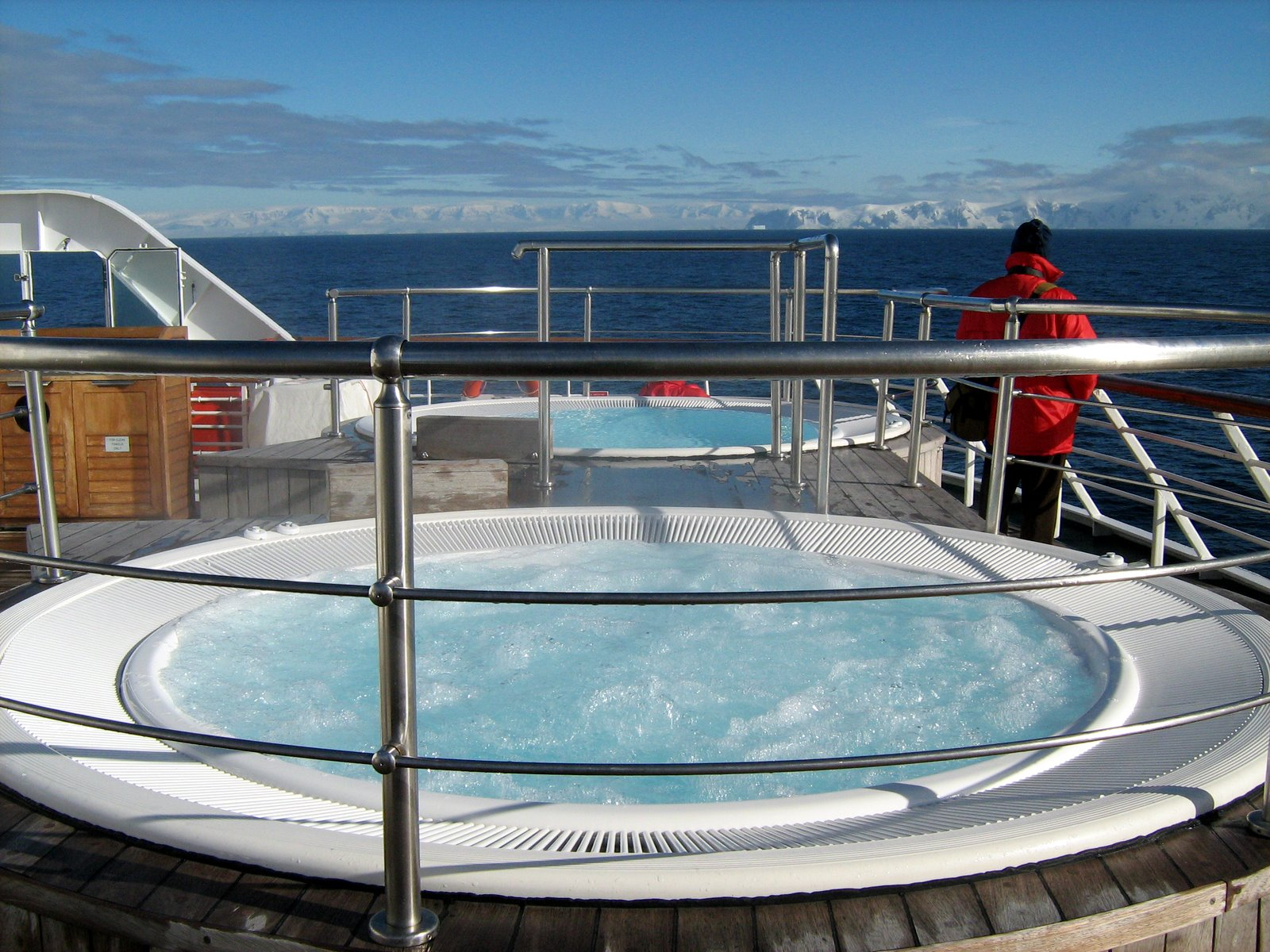
Jacuzzi na pokładzie statku